# Оскар Пауль
Оскар Пауль (нім. Oscar Paul; 8 квітня 1836, Фрайвальдау, тепер Польща — 18 квітня 1898, Лейпциг) — німецький музикознавець.

## Біографія
Вивчав богослов'я в Лейпцигу. Одночасно приватним чином навчався як піаніст у Луї Плайді і займався музичною теорією під керівництвом Моріца Гауптмана та Ернста Ріхтера. З 1860 року, після захисту дисертації, повністю присвятив себе музиці. В 1866 році габілітувався в цій сфері, зайнявши посаду приват-доцента музикознавства в Лейпцизькому університеті, з 1872 року — професора. У Пауля займалися, зокрема, Фелікс Вейнгартнер та Леош Яначек.

## Праці
Автор низки робіт і навчальних посібників з гармонії, книги «Історія клавіру» (нім. Geschichte des Klaviers, 1868), німецького перекладу трактату Боеція «Про музику».
Багато писав у німецькій періодичній пресі як музичний критик, у 1868—1873 роках був редактором газети «Die Tonhalle».